# Reiners
Reiners ([rəj'nes], en francès, Reynès) és el poble cap de la comuna del mateix nom, de la comarca del Vallespir, a la Catalunya del Nord).
La població està repartida en diversos veïnats: La Cabanassa, La Farga, El Pont de Reiners, Sant Pau, Vallera i el Vilar.

## Etimologia
Tot i que hom ha postulat l'origen de Reiners en riu negre, a partir de la variant popular ner del llatí nigru, Joan Coromines explica la procedència del nom del poble a partir de l'antropònim germànic Raginharis, que passa per les formes Rainairs i Reineirs abans d'esdevenir Reiners.

## Geografia

### Localització i característiques generals del terme

Situació de la comuna de Reiners en el Vallespir

El terme comunal de Reiners, de 275.600 hectàrees d'extensió, està situat a la zona oriental de la comarca del Vallespir, però a prop d'una posició central. És, de fet, el darrer punt de la vall del Tec més estreta i tortuosa, abans de l'eixamplament que es dona a Ceret. El terme s'estén a banda i banda del Tec, en un terme estret, d'est a oest, i allargassat, de nord a sud. Pel sud, assoleix, encara que en un breu tram, la carena pirinenca, on arriba als 1.421 metres d'altitud en el Roc de Fraussa; pel nord, la carena que tanca pel costat septentrional la vall de la Ribera Ampla assoleix com a molt els 400.
El terme té una forma irregular, fruit de la unió de dues parròquies en el moment de creació de les comunes a ran de les reformes administratives fruit de la Revolució Francesa. Així, s'uniren en un sol territori administratiu les antigues parròquies de Sant Vicenç de Reiners, a la dreta del Tec, i de Santa Maria del Vilar, a l'esquerra del riu.
| Tellet Montboló             | Oms                 |       |
| Els Banys d'Arles i Palaldà |                     | Ceret |
|                             | Maçanet de Cabrenys |       |

### El poble de Reiners

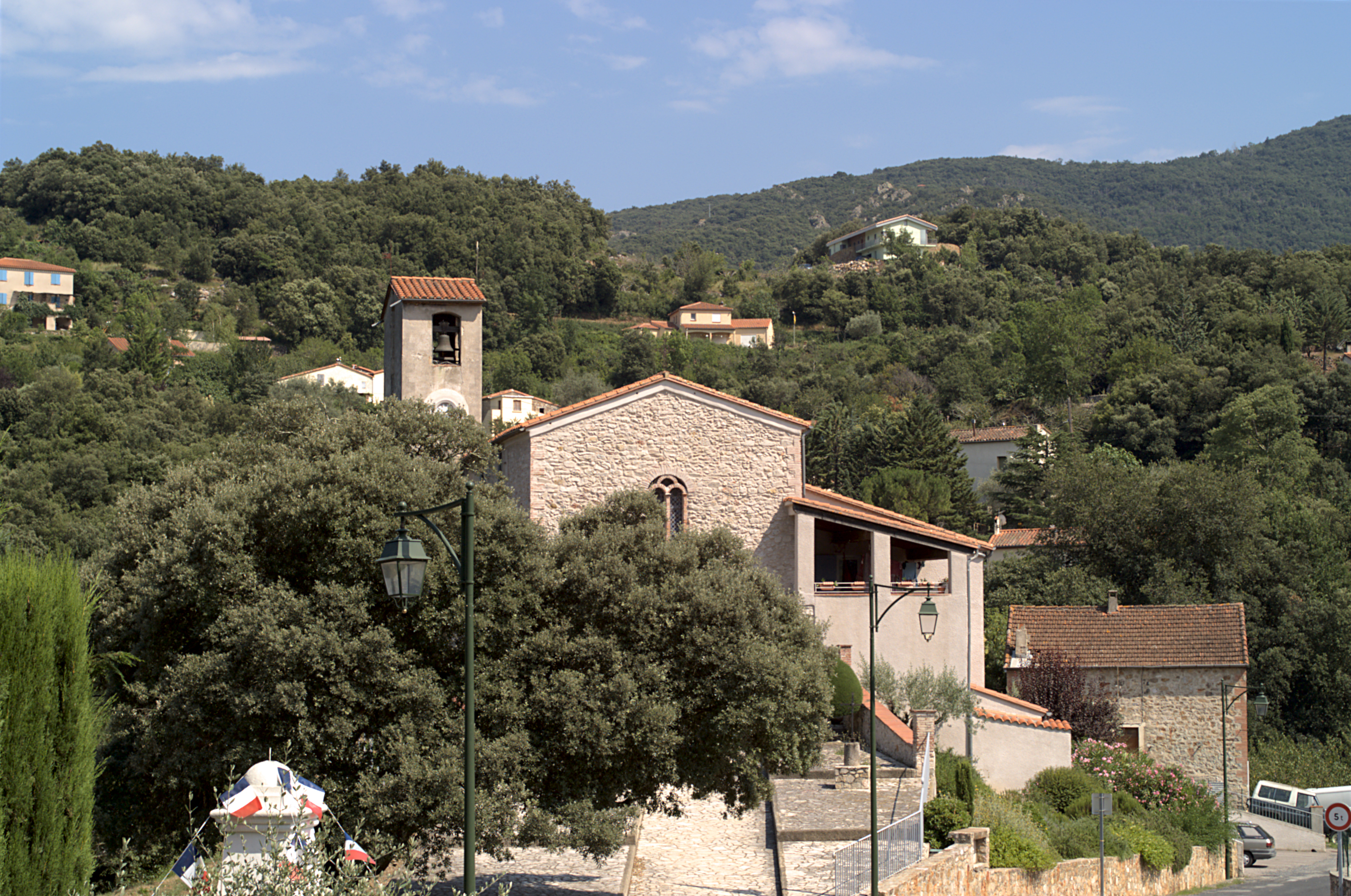
El poble dispers de Reiners

El poble de Reiners, d'hàbitat dispers, es troba cap al centre de la meitat septentrional del terme de Reiners, en una vall dels contraforts pirinencs. Situat a la dreta de la Ribera de Reiners, no arriba a formar nucli urbà, atès que l'església parroquial de Sant Vicenç té el veïnatge del cementiri parroquial i de poques masies en el seu entorn immediat: Can Guisset, Can Xela, el Mas Oliu, Can Madern, el Roc, la Creu, el Mas Cristòfol, Can Nie, Can Guillet, el Mas de l'Abella, el Mas del Collet, Can Pau Escolà, el Mas d'en Vila-seca i el Mas Casals, en un radi d'un quilòmetre.

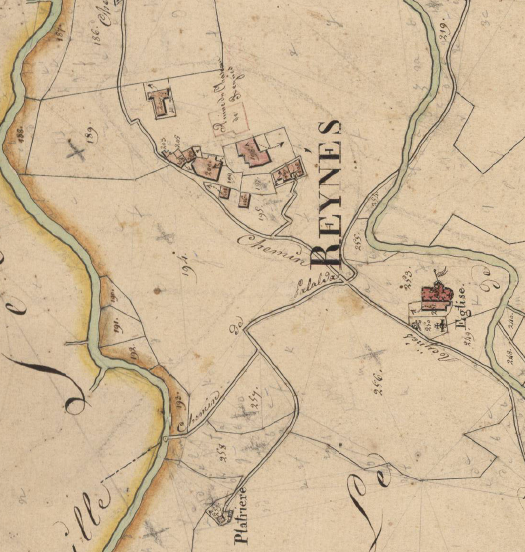
Reiners en el Cadastre napoleònic del 1812 (Arxius Departamentals dels Pirineus Orientals, ADPO)

Coronant el turó situat damunt del petit poble, al nord seu, hi havia el Castell de Reiners, documentat des del 1027, del qual actualment queden tot just alguns fonaments de les parets principals; com en molts altres indrets, les pedres del vell castell serviren per a construir cases en el poble, sobretot a ran de la fi de l'Antic Règim. Reiners compta amb un dels dos cementiris del terme comunal, annex a l'església parroquial de Sant Vicenç (l'altre és al Vilar de Reiners, ran de la seva església de Santa Maria).
Reiners era el centre històric de la comuna i un dels dos pobles amb parròquia pròpia que hi havia. Des del segle xix, però, començà a perdre el seu paper de centre neuràlgic, possiblement pel seu caràcter rural i l'allunyament dels mitjans de comunicació, mentre que l'anava guanyant el veïnat del Pont de Reiners, a peu de carretera, que s'estava formant aleshores i és ara, de fet, el cap de la comuna. És on es troben l'edifici de correus i les escoles. La Casa de la Vila, en canvi, ha romàs al poble de Reiners, actualment a l'antic edifici de les escoles.

### La Cabanassa

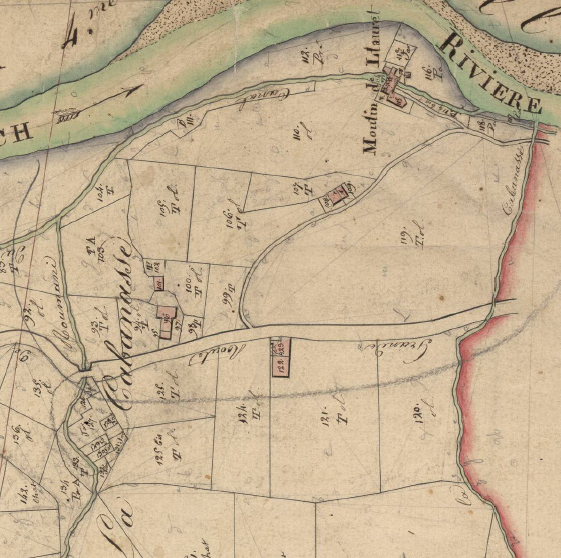
La Cabanassa en el Cadastre napoleònic del 1812 (ADPO)

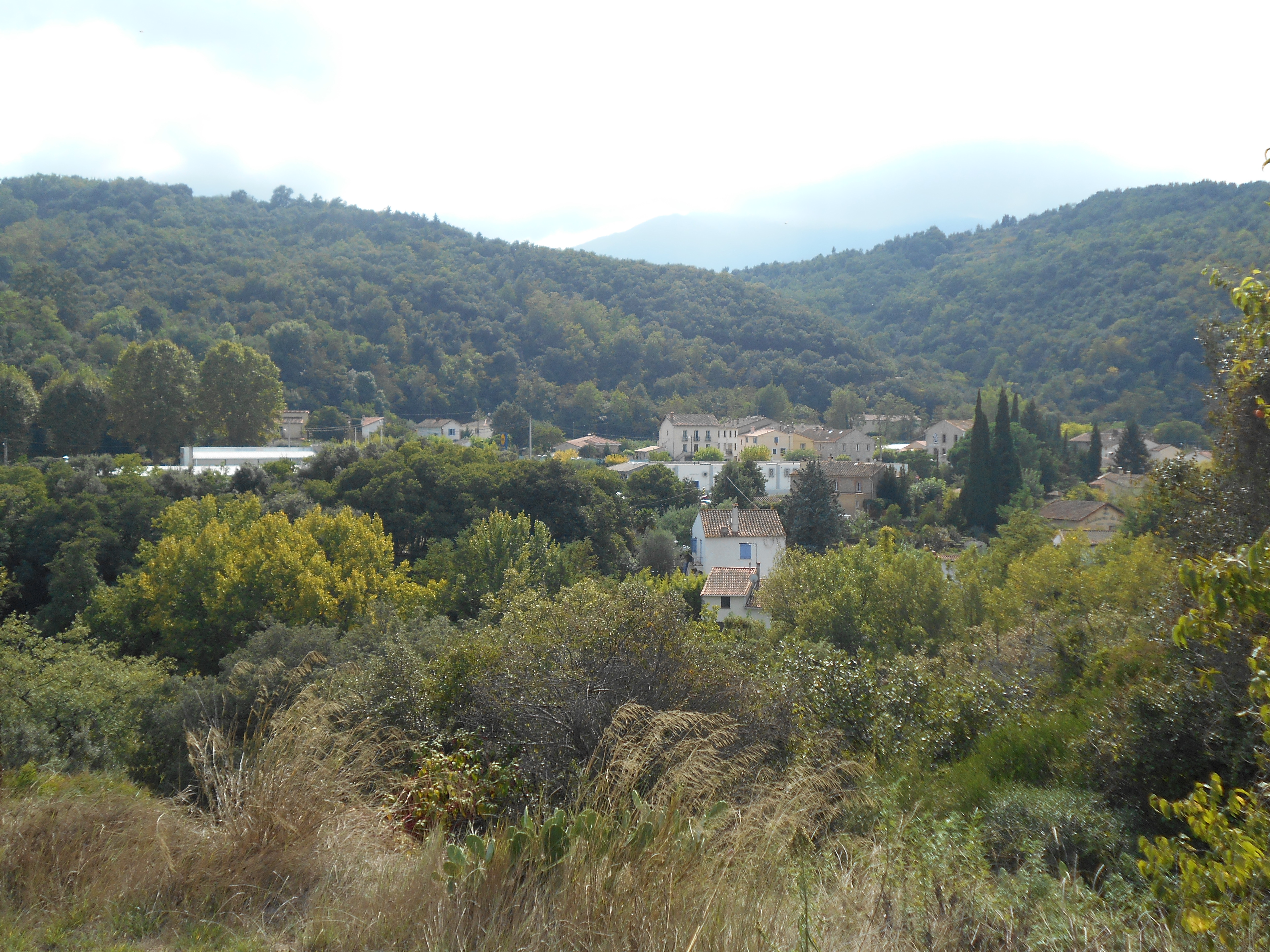
La Cabanassa, des de Sant Pau d'Envistadors

El veïnat o barri de la Cabanassa és a la dreta del Tec i al peu de la carretera general D115 a l'extrem oriental del terme de Reiners, just al límit d'aquesta comuna amb la de Ceret, fins al punt que el veïnat de la Cabanassa és compartit entre els dos termes veïns.
A partir d'uns antics hostals de camí ral, les cabanasses que dona nom al veïnat, i del Molí de Lloret, durant la segona meitat del segle xx, sobretot, es va anar creant el barri, a peu de la carretera general que forma el principal eix de comunicacions del Vallespir. La major part de la Cabanassa és dins del terme de Ceret, però una part prou significativa pertany a Reiners.

### La Farga

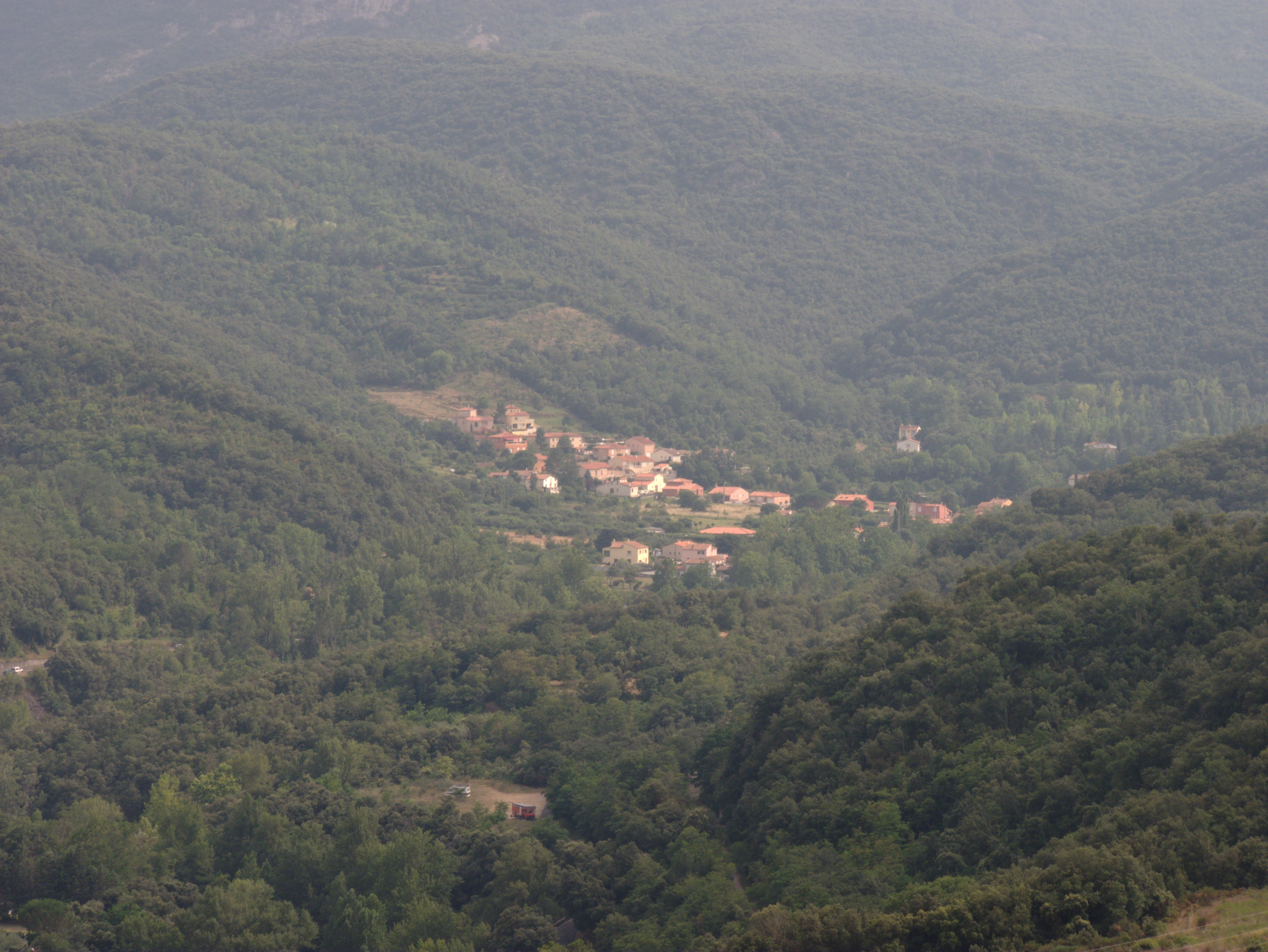
El veïnat de la Farga de Reiners

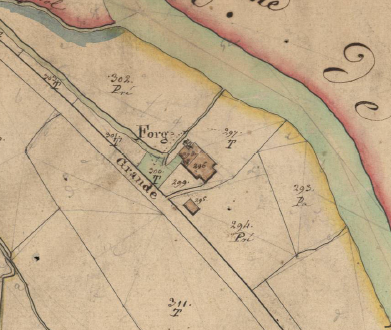
La Farga en el Cadastre napoleònic del 1812 (ADPO)

Com la Cabanassa, la Farga de Reiners, antigament Farga de l'Azemar, es formà a l'extrem occidental del terme reinetenc, a la dreta del Tet i al peu de la carretera general.
Té els seus orígens en una farga existent en aquell lloc, que aprofitava el material extret de les mines del vessant sud-est del Canigó. Aquesta farga és l'única construcció que hi apareix en el Cadastre napoleònic del 1812.

### El Pont de Reiners

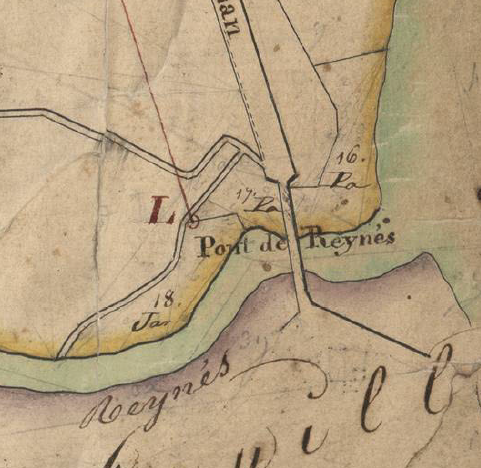
El Pont de Reiners en el Cadastre napoleònic del 1812 (ADPO)

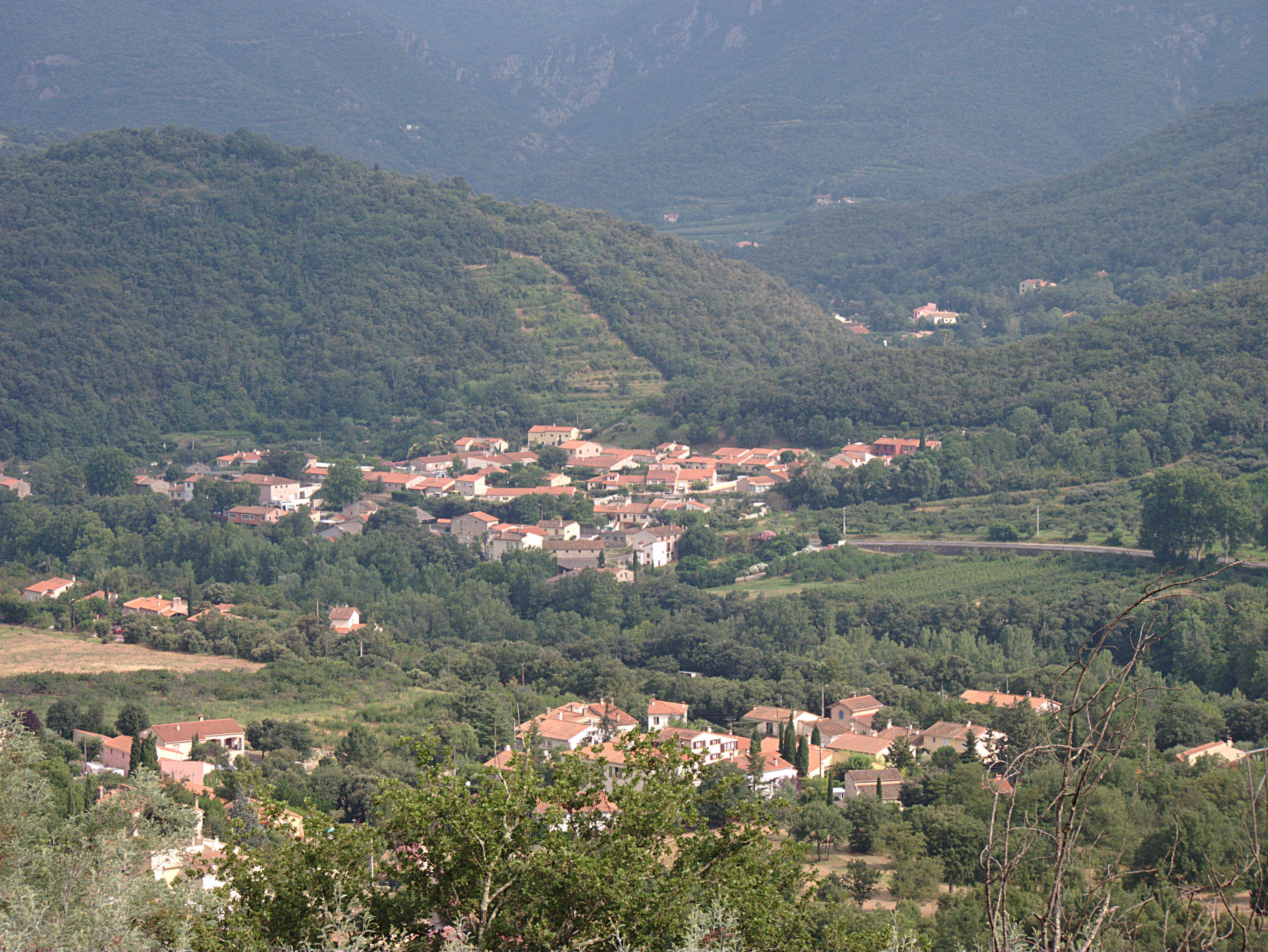
El Pont de Reiners, en primer terme

Al costat de ponent de l'extrem sud del pont que travessa el Tec i al nord del poble de Reiners es formà el barri del Pont de Reiners, a la dreta del Tec, però que té continuïtat a l'esquerra a través de la moderna urbanització del Mas de Sant Pau, nascuda entre l'ermita de Sant Pau d'Envistadors, el Vilar de Reiners i el pont esmentat, situat al costat d'un dels ponts més bells de l'antiga línia de ferrocarril.
Aquest veïnat, tot i ser ara de fet pràcticament el cap de la comuna, és dels més moderns de Reiners, atès que en el Cadastre napoleònic del 1812, hi apareix el topònim, però sense cap construcció en el lloc on es dreça ara el veïnat. Cal dir que, com es veu en aquell mapa, el pont no es refereix al que travessa el Tec, sinó al de la carretera damunt de la Ribera de Reiners.

### El Vilar de Reiners

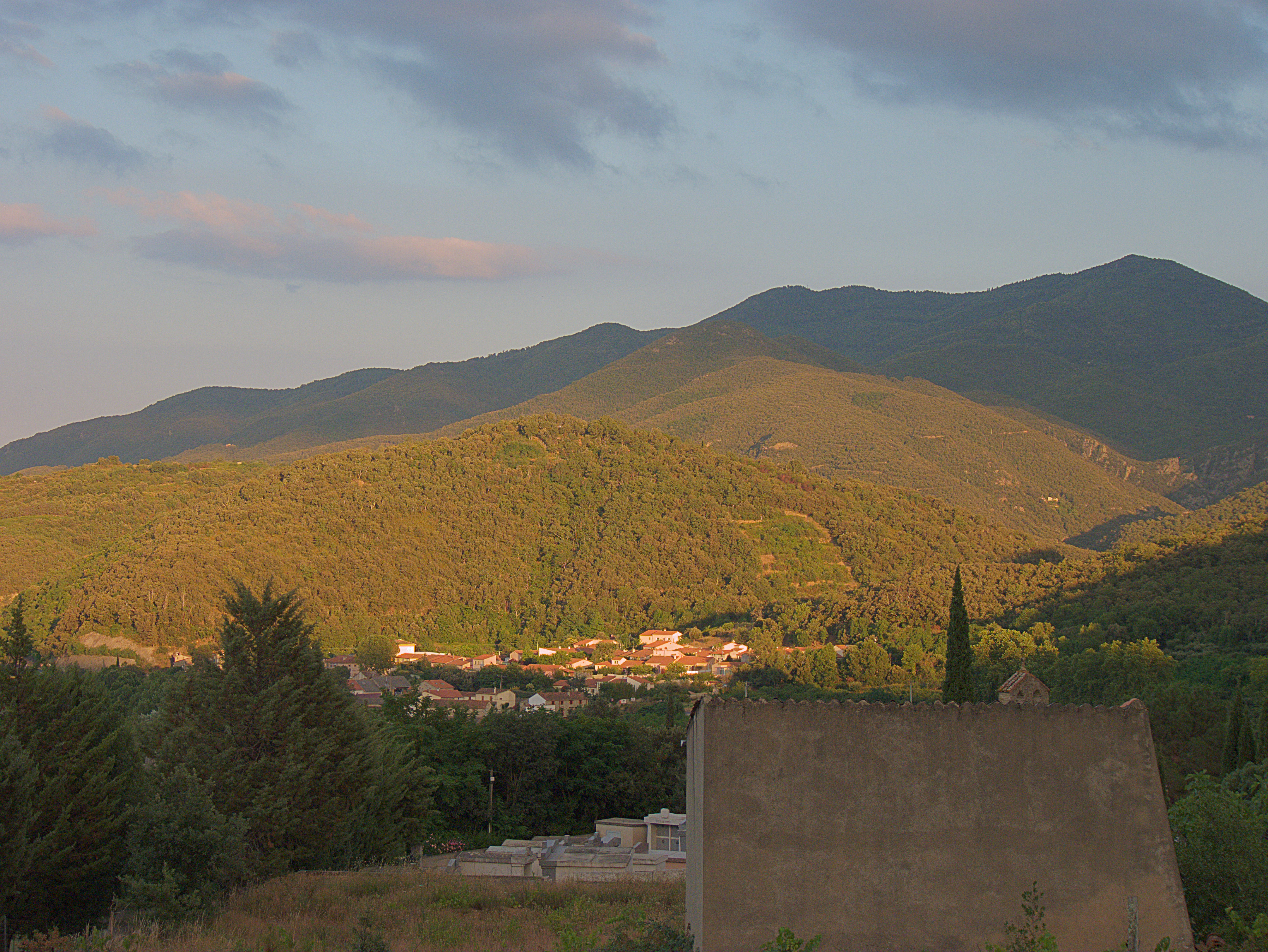
El Vilar de Reiners

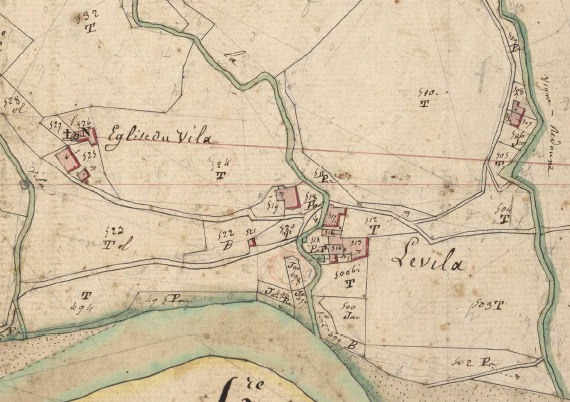
El Vilar de Reiners en el Cadastre napoleònic del 1812 (ADPO)

Situat a l'esquerra del Tet, a prop de la llera del riu i a prop a llevant de la confluència de la Ribera Ampla, es troba el Vilar de Reiners, format a l'entorn de l'antiga església parroquial, més tard sufragània de Sant Vicenç de Reiners, de Santa Maria del Vilar. És el segon nucli de població més antic del terme, després de Reiners, i durant diversos segles fou de fet l'únic nucli de població amb un cert caràcter urbà, atès el caràcter rural del poble de Reiners. El nom mateix del veïnat explica aquesta circumstància.
A causa de la seva antiguitat i el seu antic caràcter parroquial, al costat de l'església de Santa Maria hi ha el cementiri del Vilar de Reiners, un dels dos del terme.

### Sant Pau
El veïnat de Sant Pau pren el nom de la propera ermita de Sant Pau d'Envistadors, popularment de les Botifarres. És un barri d'hàbitat dispers, situat a l'esquerra del Tec.

### Vallera

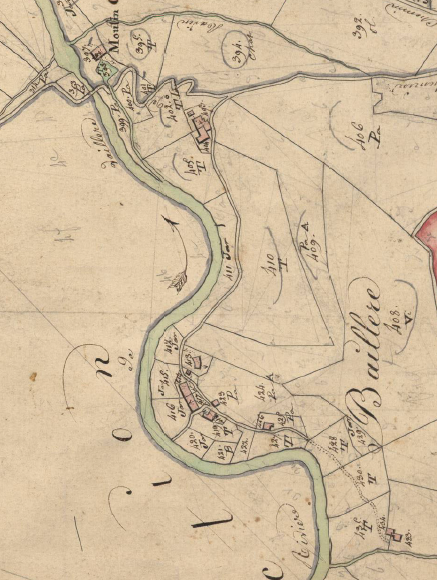
Vallera en el Cadastre napoleònic del 1812 (ADPO)

De vegades erròniament escrit Ballera, aquest veïnat pren el nom de la vall on es troba, que, alhora, dona nom a la Ribera de Vallera, el riu que presideix la vall. És al límit oriental del terme de Reiners, molt a prop del termenal amb Ceret, al sud de Can Jaume Patllari i a l'est de Reiners. El poble és en un meandre de la Ribera de Vallera, en un punt on la vall és molt marcada, tot i que les serres que l'envolten són a penes una seixantena de metres més elevades que el veïnat.

### Canadells

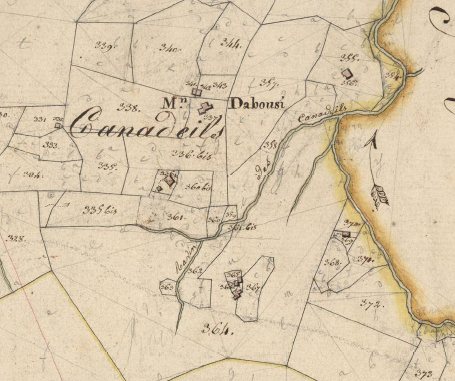
Canadells en el Cadastre napoleònic del 1812 (ADPO)

El petit veïnat de Canadells és a prop al sud-oest de Reiners, amb les masies de Canadells, Can Blai i Can Guillet, entre d'altres, situades en el coster solei de l'esquerra del Còrrec de Can Guillet, un dels que formen la Ribera de Reiners, a l'altra banda de la vall del poble de Reiners. En el Cadastre napoleònic del 1812 apareix com a hameau en el mapa.

### Can Borrell, abans Veïnat dels Borrell

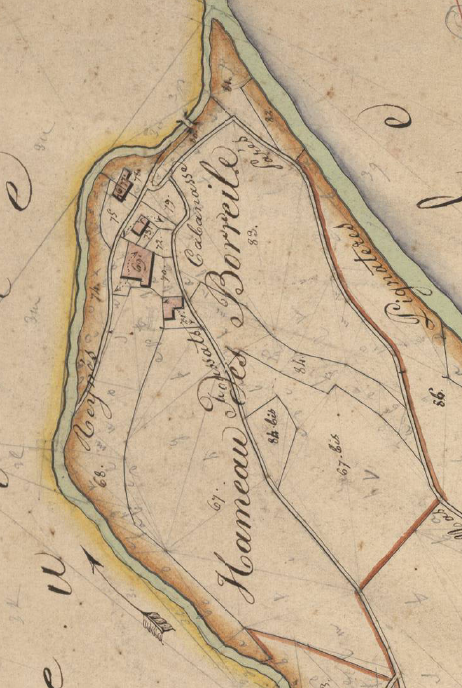
El veïnat dels Borrells, o de Can Borrell, en el Cadastre napoleònic del 1812 (ADPO)

Al nord de Reiners i al sud del Pont de Reiners, més a prop d'aquest darrer nucli de població, hi ha l'antic Veïnat dels Borrell, ara Can Borrell; és just a migdia d'on es troben la Ribera de Reiners i la Ribera de Vallera. En el Cadastre napoleònic del 1812 apareix també com a hameau.

### El Veïnat de Dalt, o el Vilar de Dalt
Al damunt, al nord del Vilar de Reinés, i al costat de llevant de la urbanització anomenada Claire Fontaine, hi ha el petit veïnat denominat el Veïnat de Dalt o el Vilar de Dalt. És un veïnat recent; no apareix en el Cadastre napoleònic del 1812.

### El Castell
El veïnat del Castell era un petit veïnat situat, entre l'església de Sant Vicenç de Reiners i el lloc on hi havia hagut el castell del lloc, ara del tot desaparegut (ja no apateix en el Cadastre napoleònic del 1812).

### Bussac
Bussac és un veïnat desaparegut situat a l'esquerra del Tet, a la vall de la Ribera Ampla, al lloc que hi ha entre les masies del Mas de n'Hialguer, el Mas Talleda, Can Pei i el Mas Mirló. Hi havia hagut la capella de Sant Julià de Bussac, ara desapareguda. En el Cadastre napoleònic del 1812 apareix el topònim, així com els masos esmentats més amunt, però sense rastres de l'església ni de cap nucli agrupat de cases.

### Les urbanitzacions
El creixement contemporani, dels darrers quaranta anys, de Reiners s'ha donat d'una banda reforçant els veïnats tradicionals, ja esmentats anteriorment, i de l'altra banda, amb la creació de modernes urbanitzacions, com ara Claire Fontaine, el Mas de Sant Pau i le Vert Vallon.

### Els masos del terme
El terme comunal i parroquial de Reiners era un terme essencialment d'hàbitat dispers. És per això que hi ha un bon nombre de construccions aïllades: els Andreuics, l'Azemar, abans Mas Erra, Cal Frare, Cal Masover, Cal Mirlo, o Mas d'en Mirlo, Cal Sant, Can Baus, abans Can Noguers, Can Beneset, o la Casa dels Enginyers, Can Benet, Can Bertran, o Mas del Bretó, abans Mas del Fèlix i Mas del Jotglar, Can Bieló, Can Blai, Can Bonell, Can Claret, abans Mas d'en Trilles, Can Fogueres, o Can Foguera, Can Gana, Can Guillet, o Cal Guillé, abans Can Guilla, Can Jaume, o Can Jaume Patllari, Can Degust, abans Can Julià, Can Madern, Can Marc, Can Mondina, abans Ca l'Estudiant, Can Pau Escolà, o Mas d'en Pau Escolà, Can Pei, abans Mas d'en Pei, Can Pere Andreu, abans la Pallera d'en Vila, Can Pere Fèlix, Can Querol, abans Mas d'en Querol, Can Sicre, o Mas Rossinyol, abans Can Cantins, Can Telleda, abans Mas d'en Llença, Can Vicenç, o Guisset, Can Vicençó, Can Vila-seca, o Mas d'en Vila-seca, abans, d'en Llanes, Can Xela, abans Vila-seca, el Casot d'en Julià, o d'en Vila-seca, el Castell de Sant Pau, abans Mas de Sant Pau, el Cortal, el Cortal del Pla de Corts, el Cortal de Calamixa, o de Queramig, abans Mas de l'Arnau, el Cortal d'en Barboteu, el Cortal d'en Taquí, el Cortal d'en Vilaseca, el Cortal de Puig de Llunes, l'Era de la Sala, abans Cortal Arnaudiès, el Mas, o Can, Cristòfol, el Mas, o Can, Dabosí, o Can Nie, el Mas de Calamixa, o Calamitja, la Copa, o Mas de la Copa, abans Mas Aldai, el Mas de la Gaubera, l'Amorer, o Mas de l'Amorer, abans d'en Casals, la Muntanyola, o Mas de la Muntanyola, abans Mas Aldai, el Mas de l'Abellar, abans Mas Baixès o d'en Guix, el Mas del Bac, abans d'en Gansola, el Mas del Collet, abans Can Dejaula, el Mas de l'Eixalar, abans d'en Guix, el Mas de les Basses, abans dels Baus, el Mas de l'Escarrabill, el Mas de l'Oliu, o Ca l'Oliu, abans Mas d'en Ferrer, el Mas del Roc, el Mas d'en Bacó, o Can Bacó, el Mas d'en Barrabam, ara alberg d'etapa de rutes eqüestres, el Mas d'en Benot, o Can Benot, el Mas d'en Camó, o Can Camó, el Mas d'en Casals, o Can Casals (dos de diferents amb aquests noms), el Mas d'en Cascat, o Cal Cascat, el Mas d'en Crastes, o Can Crastes, abans Mas Baixès, el Mas d'en Gelera, o Can Gelera, el Mas de n'Hialguer, el Mas d'en Patllari, abans Mas Silvestró, o Mas d'en Parès, el Mas d'en Rigall, el Mas d'en Trilles, el Mas de Puignaut, o Puignaut o Puignau, abans Mas de la Grifa, el Mas, abans Cortal, de Sant Pau, el Mas Potau, el Mas Puig de Llunes, el Mas Roig, abans Gros, el Mas Santol, el Mas Soler (de Ceret, però amb terres a Reiners), el Molí, abans Molí d'en Casals, les Quintanes, abans Mas del Ric o d'en Borrell, el Serrat, abans Can Ventura, i la Teuleria.
Alguns són noms antics, ja en desús, com la Barraca d'en Peiró, Ca l'Arnaudiès, Ca l'Escarrabill, Cal Fuster, Can Barboteu, Can Contrès, Can Danyac, Can Farol, Can Figueres, Can Fontdecava, Can Galí, Can Jaques de la Martra, Can Madern (diferent de l'anterior), Can Patllari (dos de diferents), Can Picalquers, Can Puigsegur, Can Ribera, Can Risents, Can Toninyo, Can Xarló (dos: un a la Cabanassa i l'altre al Pont de Reiners), el Cortal de l'Arnaudiès, el Cortal Aldai, o de n'Aldai, el Cortal d'en Baus, el Cortal d'en Camó, el Cortal d'en Comes, el Cortal d'en Dabosí, el Cortal d'en Julià, el Cortal d'en Meler, o Cortal d'en Fonts, el Cortal d'en Paraire, el Cortal d'en Sitger, el Cortal Perellós, els Cortals d'en Roca, el Mas Cantaire, el Mas d'en Baixès, el Mas d'en Ventura, el Mas Sobirana, el Molí de Lloret, el Molí del Rei, abans d'en Montserrat, el Molí d'en Camó, el Molí de Sant Pau, la Teuleria d'en Camó, la Teuleria de Sant Pau i la Trémie. Alguns ja són en ruïnes, com Can Guix, o el Mas d'en Guix, Can Romaní, Can Taquí, abans Mas Taquí, el Cortal, o Mas, del Bretó, abans Cortal d'en Fonts, la Clota, o Mas de la Clota, el Mas de la Marigona, el Mas de la Mondina, abans d'en Trinxeria, el Mas del Pla de Corts, abans Mas Potau, el Mas d'en Crastes de Dalt, o Can Crastes de Dalt, o Vell, abans simplement Mas d'en Crastes, el Mas Foraster, o Cal Foraster, el Mas Nou, abans Mas Aldai, o de n'Aldai, el Molí de Can Beneset, el Molí d'en Sol, la Pallera. Esment a part mereix el Dolmen del Camp d'en Serís. Encara, damunt del Tet hi ha dues construccions importants: el Pont de Can Borrell i el Pont de Reiners.

### Hidrografia
El terme comunal de Reiners té com a eix hidrogràfic principal el Tet, que travessa el sector nord del terme de ponent a llevant. Aquest riu per l'afluència per l'esquerra de la Ribera Ampla, que marca una vall profunda cap al nord-oest, i tot de còrrecs curts, o que procedeixen dels veïns termes de Tellet i d'Oms: el del Mas d'en Crastes, el del Vilar, el de la Font, els de la Vinya Rodona (dos de paral·lels amb el mateix nom), la Ribera de la Palmera, el del Bosc de Sant Pau, el de Sant Pau, el del Cortal i el de Ribesaltes. Per la dreta, de ponent a llevant, del Còrrec de les Boixedes, també anomenat de les Embaussades, la Ribera de Reiners, el Còrrec d'en Romaní, el de la Cabanassa i el de les Embaussades, diferent de l'anterior amb el mateix nom. En el sector més occidental del terme hi ha també alguns còrrecs que neixen en terme de Reiners, però que entren en el veí dels Banys d'Arles i Palaldà abans d'abocar-se en el Tet. Es tracta del Montdony, que en un dels seus trams fa de límit entre aquests dos termes, el Còrrec de la Creueta, el de la Font, el de la Civadera, que aporta els còrrecs de les Llongaines i el de Puignaut, el de l'Estanyol, que ha recollit abans el de la Muntanyola i el de les Brugueres. A la zona nord del terme, dos còrrecs davallen cap a Oms: el del Solà, o de la Redubta, i el de Reirós, que fa de termenal.
La Ribera Ampla, antigament Riu de Bussac, que baixa dels Aspres, procedent del terme de Tellet, recull els còrrecs de l'Oliveda, de les Carboneres, i del Solà d'en Basses, el de Roca Gelera, el de la Gaubera, el del Mas d'en Bacó, el de la Font Roja, el Còrrec o Clot del Profiter, el Còrrec de la Figuera, o de la Ginesta, el de la Verneda, el de la Roqueta, el de Can Mirlo, el de la Font (diferent de l'esmentat anteriorment), el d'en Benot, que aporta els de les Bassotes, el d'en Toron i el de les Costes del Mas d'en Serís.
La Ribera de Reiners ja a prop del Tet rep la Ribera de Vallera. La de Reiners, que baixa de la zona més alta del sud-oest terme, prop de Puignaut i del Coll de Padern, duu les aportacions del Còrrec del Mas Nou, o de Puignaut, del de Can Guillet, del del Roc dels Ermaris, del de l'Escarabill, o de l'Abellar, del dels Fossats, o de Fossats, del de la Castanyeda, del de la Collada, del dels Canadells i del del Llargo. La Ribera de Vallera, que baixa encara de més al sud, dels vessants del Puig de la Porrassa i del Coll del Ric, aporta els còrrecs del Coll del Ric, o de Coll Ric, del Coll del Faig, de Pera Bassa, de la Mondina, d'en Taquí, i de la Font (un tercer amb el mateix nom), tots els quals formen la Ribera de les Pinyateres; aquesta ribera es transforma després en la Ribera de Cal Sant, o del Mas Patau, afluent de la Ribera de Vallera, que rep el Còrrec d'en Guix, el de la Font (encara diferent dels tres anteriors), el de l'Eixalà, el d'en Cristòfol, o de Can Cristòfol, el de l'Amorer, la Ribera de Can Casals i el Còrrec de la Vinyassa. La Ribera de Vallera prové del sud-est del terme, es forma dins del terme veí de Ceret i travessa el de Reiners al biaix, de sud-est a nord-oest. Dins del terme de Reiners rep el Còrrec de la Marigona, el de l'Hort, el de Can Gana, el de Baussells, el de les Quintanes; tot seguit rep l'esmentada Ribera de Cal Sant, i després, encara el d'en Patllari i el de Can Querol, poc abans d'abocar-se en la Ribera de Reiners.
A l'extrem sud-oest del terme hi ha, encara, alguns còrrecs que de seguida marxen cap al terme de Ceret, com el Còrrec Fosc, el de Barrabam, o del Mas d'en Barrabam i el de la Font de la Beceda.
La zona plana dels entorns del Tet, on hi ha les hortes i els camps de regadiu, tenen alguns canals d'irrigació: el Rec (dos d'anomenats simplement així), el Rec del Camp Gran de la Sala, el de les Quintanes, el del Solà del Serrat Cantaire, el de Ca l'Oliu, el de Can Vila-seca, el del Solà de l'Escarrapic, el de Can Pau Escolà, el de Can Borrell, el del Mas d'en Camó, el de Ceret, el de la Palmera, el del Camp Roig i el del Molí de Lloret.
El terme de Reiners és ric en fonts. Les més destacades són la Fontcalda, o Font Calda, abans Deu Calda, la de Cal Foraster, la de Can Bacó, o d'en Bacó, la de la Beceda, la de la Gaubera, la de l'Avellaner, la de les Boixedes, la de les Dones, la del Marroner, la de n'Hialguer, la d'en Rigall, la de Puig de Llunes i la de Vallera. Moltes d'aquestes fonts generen, i hi donen nom, un còrrec.
La característica accidentada de l'orografia de Reiner fa que els seus còrrecs i riberes generin diversos gorgs: el de l'Areny, el del Cirerer, el del Dimoni, el de les Anelles, el dels Castanyers i el dels Porcs.

### Orografia
Uns quants dels topònims de Reiners es refereixen a accidents `de relleu: obagues: el Bac, abans Bac del Mas d'en Gansola, el Bac de la Tremolera, el Bac de n'Hialg[uer; balços; el Bauç d'en Solatges; Boscs: el Bosc de Can Casals, el Bosc de Sant Pau; Cingles: el Cingle del Salt; Clots: la Clota; colls: la Collada de la Mondina, la Collada o Collet de Sant Pau, el Coll de la Bena, el Coll de l'Erola, el Coll del Faig, el Coll del Ric, o Coll Ric, el Coll de Baucells, el Coll de Padern i el Collet, o Collet de Reiners; comes: la Coma de Llabó; gorges: les Gorges, o Afrau, del Montdony; plans: el Pla de Corts, el Pla de l'Azemar, el Pla de les Roques, o Serra de Can Blai, el Pla del Rossinyol i les Planes d'en Carbonell; muntanyes: el Puig de la Barraca, el Puig de la Muntanyola, el Puig de la Porrassa, el Puig del Bosquet, el Puig de Llunes, el Puig de l'Ou, el Puig dels Argelers, el Puig d'en Querol, el Puig d'en Trilles, el Puig d'Espana, el Puig Llober, el Puignaut, o Puignau, prop del Coll de Padern i el Puig Sec; serres: la Serra de Cal Cascat, la Serra del Pla Rossinyol, la Serra d'en Pagès, la Serra d'en Solatges, el Serrat Cantaire, el Serrat de la Porrassa, el Serrat de la Teuleria, el Serrat de la Vinyassa, el Serrat de les Pedres Blanques, el Serrat dels Fossats, el Serrat del Ventós, el Serrat d'en Querol, el Serrat d'en Trillas i la Serreta; solanes: el Solà del Serrat Cantaire, el Solà d'en Basses i la Solana de Puignaut.

### El terme comunal
Les partides i indrets específics del terme de Reiners són: l'Abellar, l'Amorer, l'Avetosa, els Baus d'en Solatges, la Beceda, el Belló, les Boixedes, la Bola, el Bretó, les Brugueres, o Burgueres, Bussac, la Cabanassa, el Camp, o Pla, d'en Serís, el Camp Gran, el Camp Roig, Canadells, el Castell, la Clota, les Colomines, el Comunal, la Copa, la Creu, o la Creu del Ginebre, l'Eixalà, les Embaussades, o l'Embaussada, l'Era d'en Sala, l'Escarrapic, Fontcalda, o la Font Calda, la Font de Colomer, la Font del Marroner, la Garrigueta de la Palmera, o la Batallola, la Gaubera, la Guixera de n'Aldai, el Lloret, la Llosa, la Marigona, el Mas del Bretó, el Mas de les Basses, el Mas d'en Bacó, el Mas d'en Barrabam, el Mas d'en Benot, el Mas d'en Carrió, el Mas d'en Casals, el Mas d'en Crastes, el Mas d'en Guix, el Mas d'en Patllari, abans d'en Perers, el Mas d'en Taquí, el Mas d'en Trilles, el Mas d'en Vila-seca, el Mas Foraster, el Mas Nou, el Mas Potau, Mirlo, la Mondina, la Muntanyola, n'Hialguer, el Noguerós, l'Oliveda de Can Llobera, la Palmera, el Pedreguer d'en Guix, Pera Bassa, de vegades escrit Peira Baixa, el Pont de Reiners, la Porrassa, les Quintanes, la Redubta, el Retorn del Cascat, el Roc, Roca Gelera, el Roc de Frausa, el Roc de l'Àguila, el Roc del Castellàs, el Roc dels Ermaris, Sant Pau, el Talc (antigues pedreres), Travessa del Serrat Cantaire, Vallera, el Ventós, el Vilar, el Vilar de Dalt i tres indrets diferents denominats les Vinyasses.
Alguns dels topònims indiquen senyals termenals, com la Creu de la Serra d'en Pagès, o Creu d'en Pagès, la Creu de la Serra de Pla Rossinyol, l'Era d'en Vidal, el Piló del Puig de l'Ou, el Roc, el Roc de Calamixa, o de Queramig, el Roc de la Mallerenga, el Roc del Camp del Puig, el Roc del Tor, el Roc de les Llongaines, el Roc del Pla Rossinyol, el Roc del Setí, el Roc d'en Colom, o Roc Colom, el Roure de les Tres Creus, la Termenera, la Termenera de la Garriga, la Termenera del Coll de Llavent i la Vinya d'Andreu Borrell.

### Fites frontereres
Pel fet que la línia fronterera estatal en el terme de Reiners segueix estrictament la carena principal dels Pirineus, i, a més, és molt breu, no hi ha cap fita fronterera en aquesta comuna.

## Transport

### Carreteres
Les carreteres que solquen el terme comunal de Reiners són bàsicament tres: travessa el terme de llevant a ponent, paral·lela al Tet per la riba dreta del riu, la D115 (El Voló - Coll d'Ares), que enllaça quasi tot el Vallespir pel fons de la vall del Tec, sempre ran del riu, la D15 (D618, als Banys d'Arles i Palaldà - Reiners), que enllaça el cap de la comuna amb la resta de vilatges del terme i amb la resta del Vallespir, l la D63 (D13, a Oms - D115, a Reiners).

### Transport col·lectiu per carretera
Morellàs i les Illes té un transport en autobús gràcies diverses línies de Le bus à 1 €, servei departamental. D'una banda, hi ha la línia 340/341, de Perpinyà a la Presta, amb set serveis els dies feiners (de dilluns a dissabte) i tres els diumenges i dies festius, i la 342, de Perpinyà a Costoja, amb tres serveis diaris els dies feiners i un de sol els dies festius. Cal dir, però, que cap de les dues puja al poble de Reiners: totes dues es queden a les poblacions de ran de la carretera general, amb parades a l'Estanyol, la Farga i el Pont de Reiners.

### Ferrocarril
Travessava el terme de Reiners la línia de ferrocarril, ara suprimida, d'Arles a Elna. En l'actualitat el seu traçat, encara denominat Camí de Ferro, serveix de camí per a excursionistes o biciclistes tot terreny.

### Els camins del terme
Els camins del terme de Reiners que uneixen indrets del terme mateix són el Camí de Can Casals, el de Can Xela, el de la Collada de Sant Pau, el de l'Amorer, el de la Serra, el del Bretó, o de Can Gelera a Sobrequers, el del Cascat, el del Coll de Baussells des de la Cabanassa, el de Baussells des del Pont de Reiners, o de les Quintanes, el de les Basses, que ara és una pista, el de les Brugueres, el de l'Escarrapic, el de l'Hort, el del Mas de la Trinxeria (nom antic, ja en desús), el del Mas Santol, el del Molí (també antic), el del Puig d'Espana, el del Ventós al Puig d'en Querol, el del Vinyer de la Serra dels Fossats, el de n'Hialguer a Puig de Llunes, el de Pla de Corts, el Camí Vell del Roc de Fraussa, la Pista de la Muntanyola i la Ruta de Reiners. D'altres vies de comunicació enllacen Reiners amb els pobles i termes dels voltants: Camí de Ferro d'Arles (antiga via de ferrocarril ara convertida en ruta per a nicicleta o a peu), el Camí de Bussac des de Palaldà, el del Mas de la Trinxeria des dels Banys d'Arles, el Camí o Carretera dels Banys, el Camí de Montalbà, el de n'Hialguer des de Palaldà, el d'Oms, el de Palaldà al Vilar, el de Tellet des de Ceret, el de Sant Pau des de Ceret, el Camí Vell dels Banys, la Ruta de Ceret, la Ruta del Coll d'en Fortó des de Palaldà, o Ruta de Tellet, la Ruta dels Banys, la Ruta del Vilar a Palaldà, la Ruta de Tellet i el Torn del Vallespir.

## Activitats econòmiques
La major part del terme de Reiners és ocupada per boscos, amb alzines, roures, castanyers i, en els llocs més elevats, faigs. Això feia, antigament, que una bona part de les activitats econòmiques del terme estiguessin relacionades amb l'explotació forestal. L'agricultura se circumscriu a 281 hectàrees, amb un centenar d'explotacions agràries. Hi predomina la vinya, amb poc més d'un centenar d'hectàrees, a prop (poc menys del centenar d'hectàrees) dels arbres fruiters, on destaquen els cirerers, les pomeres, els presseguers i els albercoquers. No arriben a 20 les hectàrees d'hortalisses, amb productes primerencs, enciams i escaroles, sobretot. A penes 6 ha estan dedicades a cereals, i 23 a farratges i zones de pastura. Hi ha una certa quantitat d'animals, sobretot ovelles, però també amb vaques, cabres i cavalls.
La indústria se centrava en l'obtenció de calç, però les mines van ser tancades el 1975 i darrere d'elles, la planta d'obtenció d'aquest mineral. Hi ha, a la zona propera als veïnats de ran del Tec, petites indústries per al servei local. Els allotjaments turístics han esdevingut la moderna indústria de Reiners. Hi destaquen els dos càmpigs, Hollywood i les Pommiers, i algunes cases d'allotjament rural.

## Història[17]

### Prehistòria
Reiners ja era habitat entre el Neolític (5.000 anys abans de la nostra era) i el Calcolític (2000, abans de la nostra era). Les recerques arqueològiques de la Cova de la Dona han permès descobrir fragments de ceràmica, una petita destral de pedra verda polida, elements d'un o diversos collars i un punxó d'os polit.
S'ha pogut, igualment, reconstituir, a partir de fragments de ceràmica, un gran vas, de llustre magnífic, adornat amb solcs, que pertany a una època més récent: l'Edat del Bronze final (1000 anys abans de la nostra era). Aquests objectes són actualment exposats en el Museu de Ceret. En el Neolític final, els nostres avantpassats van començar a edificar grans tombes de pedra: els dòlmens. A Reiners roman un sol dolmen al nord de la comuna, el Dolmen del Camp d'en Serís, a prop de la capella de Santa Maria de la Roure, que ja és dins del territori de Tellet.

### Edat antiga
Després dels ibers, els romans van arribar a la regió, que ells van anomenar Pagus Vallis Asperi, d'on sortí el nom de Vallespir. Es deuen als romans les noves vies de comunicació, com la Via Vallespiriana, que travessava el territori de Reiners cap a l'estació termal d'Acquae Calidae (els Banys d'Arles). Al sector de Vila, dins de la comuna de Reiners, es van trobar nombroses fragments d'àmfores.

### Edat mitjana
Pel que fa a l'alta edat mitjana, han deixat algunes traces a Reiners de primer els visigots i després els musulmans. L'època carolíngia represneta el principi de l'expansió agrícola. Des de darreries del segle VIII apareixen a tot el Vallespir petits nuclis de població procedents del sud, empesos per la conquesta musulmans. Abans del 817 es va crear el primer monestir d'Arles als antics Banys Romans. El primer esment de Reiners data del 998, en l'acta de donació d'una vinya in Rionigro estremaris al monestir de Santa Maria d'Arles. El Vallespir formava part en aquell moment del Comtat de Besalú, i el monestir d'Arles era una peça clau del comtat al nord de la carena pirinenca. El 1011 una butlla del papa Sergi IV confirma l'existència de dos masos pertanyents a Arles in Rivo nigro.
El castell de Reiners va ser construït probablement al segle xi (avui dia no en queda res). L'església de Sant Vicenç de Reiners in locum Reinensis està documentada des del 1027. L'any 1108 està documentat un senyor de Reiners: Pere Guillem de Reiners fa de testimoni a favor del monestir d'Arles en un plet, i el tornem a trobar el 1119. El 1111, el Comtat de Besalú es va integrar en els dominis dels Comtes de Barcelona, amb la senyoria de Reiners inclosa.
Al segle xiii, el Vallespir depenia del Comtat de Barcelona i rei d'Aragó Jaume I, i Reiners pertanyia als Serrallonga-Cabrenys, vassalls del vescomte de Castellnou. Es construïren nombrosos masos a prop de les fonts i dels cursos d'aigua. En el seu entorn s'explotaren horts, camps, boscos, prats, oliverars i vinyes. A la vora del Tec, de la Ribera Ampla, de la de Vallera i de la de la Palmera hi havia molins per tal de produir farina. La població augmentà, i a finals d'aquell segle estan dcoumentats més de 70 masos. A la primera meitat del XIV començà un període de crisi, resultat de males collites, famines i epidèmies de pesta, amb la conseqüència d'una disminució de la població. Molts masos van ser abandonats, de manera que a finals d'aquell segle només en quedaven 14, en el territori de Reiners. En aquell moment el senyoriu havia passat als vescomtes de Rocabertí en haver-se casat l'hereva de Reiners, Beatriu de Serrallonga, amb el vescomte.
El segle xiv Bernat Hug de Rocabertí vengué el senyoriu de Reiners a Eulàlia Jordà, filla del jurisconsult perpinyanenc Bernat Jordà. Casada amb Bernat Albert, l'aportà al patrimoni d'aquesta família emergent del Perpinyà del darrer segle de l'Edat Mitjana. Just a finals del segle xv passà a mans d'una altra família burgesa perpinyanenca, els Ros, que es mantingueren com a senyors de Reiners tot al llarg de l'Edat Moderna.

### Edat Moderna
A partir del segle xvi es va donar una repoblació del territori, amb persones vingudes dels pobles veïns de l'Alt Vallespir, però sobretot d'occitans, amb la qual cosa va començar un nou període de prosperitat. Alexis d'Albert, senyor del lloc, va fer construir el 1600 una forja (origen de la Forja de Reiners). El 1659, el Tractat dels Pirineus lligà el nord de Catalunya, on és Reiners, a Regne de França. La resistència antifrancesa al Vallespir va estar marcada per les revoltes dels Angelets contra el nou impost de la sal. Els "Angelets" trobaven sovint refugi en els masos de la muntanya.
Després de les guerres i les crisis del segle xvii, el XVIII conegué una nova i llarga recuperació. Un edicte del 1700 imposà el francès en els documents públics i judicials. El 1702, un notari de Ceret va intentar, sense aconseguir-ho, de redactar en francès un inventari de propietat a Reiners. Malgrat el progrés del francès administratiu durant el segle xviii, el català va continuar essent la llengua escrita de l'ús privat, fins a començaments del XIX.
Foren senyors de Reiners al llarg dels segles XVI, XVII i XVIII els Ros; poc abans de la Revolució Francesa consta com a senyor del lloc Senén de Ros, baró de Cabrenys i comte de Sant Feliu d'Amunt i d'Avall.

### Edat Contemporània
Just després de la Revolució Francesa es va crear la comuna de Reiners, formada per l'associació de les parròquies de Sant Vicenç de Reiners i de Santa Maria del Vilar. El resultat fou una comuna amb una forma irregular i d'hàbitat bàsicament dispers.
Els anys següents, les monarquies europees van prendre posició contra la França. L'abril del 1793, els reialistes espanyols van envair el territori per tal de lluitar contra la República. Es van donar diverses batalles en territori de Reiners entre els francesos i les tropes del general espanyol Antonio Ricardos, ajudades per una part de la població vallespirenca, que es va manifestar sensible al prestigi del clergat refractari a la revolució i al pes de les tradicions i dels lligams naturals amb la resta de Catalunya.
Després d'aquest inici de l'Edat Contemporània, el primer terç del segle xix, Reiners va viure una nova creixença demogràfica gràcies a les aportacions d'habitants vinguts dels poble veïns, sobretot de l'Alt Vallespir, en un moviment general de reflux que començava a dibuixar-se des de la muntanya cap a les terres menys desavinents del baix Vallespir i de la plana del Rosselló.
El 1825, una pista estreta relligava Ceret i Arles. Les comunicacions es feien principalment a peu i amb mules, i els cursos d'aigua es travessaven a gual. La carretera actual data del 1840, època en la qual la reina Amélie, muller de Louis-Philippe, rei de França, sanava el seu reumatisme als Banys d'Arles, més tard batejats oficialment en honor seu Amélie-les-Bains.
El 1861 es va viure la inauguració del canal de rec dels Banys d'Arles - Reiners - Ceret - Morellàs - Sant Joan de Pladecorts, que va permetre el rec d'una zona important de la riba dreta del Tec. La situació econòmica era bona, en aquesta època. El 1876 es va començar a explotar una mina de talc, i una fàbrica de calç es va obrir el 1888. La mina va continuar en explotació fins al 1975.
El 1895 es va construir la via de ferrocarril Elne - Arles, amb el pont doble del Vilar, el Pont de ferro, fet amb l'estil Eiffel. La part superior servia per a la circulació dels trens, mercaderies i viatgers; a la part inferior. hi circulaven els véhicles. Moltes de les obres per a aquesta línia de ferrocarril són fetes amb pedra tallada, com el Pont de la Ribera Ampla). Es va crear una línia de viatgers, però d'existència efímera; fou suprimida vers 1970, en ser transformada en línia de mercaderies.
A començaments del segle xx, el català va deixar de ser una llengua escrita, però romangué com a única llengua parlada. El francès era encara desconegut a Reiners. El mestre de l'estat va tenir un rol determinant en la divulgació i imposició d'aquesta llengua. La Primera Guerra Mundial, i en menys mesura l'emigració per a fugir de la guerra, despoblaren considerablement la comuna. En el monument als morts consten 33 víctimes.
Malgrat l'establiment de la frontera del 1659, la població dels pobles limítrofes, com Reiners, no ha mai deixat de desplaçar-se d'un estat a l'altre per tal de freqüentar les festes votives (Santa Llúcia a la Jonquera, les Salines a Maçanet de Cabrenys), per tal de treballar, casar-se... La frontera té també funció protectora. Al final de la Guerra d'Espanya, el 1939, fugint de l'exèrcit franquista, milers de refugiats civils i militars republicans vençuts van transitar pel Vallespir.
La Segona Guerra Mundial va deixar menys empremta a Reiners, que va constituir un important punt de pas i d'évasió cap a Espanya. Al nord del Tec, els maquis, en part sortits de l'antic exèrcit republicà espanyol, són sovint reavituallats pels habitants de la comun. El 19 d'agost del 1944, la retirasda de les tropes alemanyes va ser contrariada per una emboscada dirigida pels Maquis del Vallespir al Pont de Ferro, on va trobar la mort el capità François Madern.
L'aiguat de l'octubre del 1940 havia causat molts danys a la comuna, entre els quals la destrucció del pilar central del Pont de Ferro de la Forja de Reiners, i la inundació d'alguns dels veïnats, allaus de roques a la carretera de les Embaussades, la desaparició de la fàbrica hidroelèctrica de la Cabanasse i de la passarel·la de Sant Pau, de la qual encara queda un pilar.
Abans d'aquests aiguats, el Tec era un riu que serpentejava al fons de la vall; tot al llarg de les seves ribes estaven instal·lades fàbriques (d'electricitat, espardenyes, xocolata, talc). Els més bells vergers s'expanddien a la llera del riu de l'Alt Vallespir, i fins a la mar s'estenien diverses menes d'activitats agricoles i industrials. Després del pas de l'aigua, el llit del riu s'ha ampliat considerablement, i d'aquest fet el nivell de l'aigua ha baixat. No subsisteixen gaires conreus par manca d'irrigació, i les indústries d'aquells temps no han estat pas reconstruïdes.
Els anys cinquanta i seixanta, del segle xx, el món rural tradicional desapareîx progressivament, però l'abandó dels camps va ser compensat per l'arribada de nous habitants. La població va passar de 560 habitants el 1946 a 1218 el 1999. El creixement és imparable a partir dels anys vuitanta, amb el desenvolupament de les urbanitzacions i del turisme. L'evolució demogràfica d'una comuna ha estat sempre important, com a prova, l'anècdota del 1973: "PIRINEUS ORIENTALS: REINERS NO VOL SER TALLADA EN DOS!". Això és: el pla de fusió de les comunes dels Pirineus Orientals preveia partir en dos la petita comuna de Reiners, de 693 habitants, per tal d'unir cadascuna de les dues meitats a les comunes més properes. El Consell Municipal es va reunir l'11 de novembre per alçar-se enèrgicament contra aquest judici de Salomó. En una carta adreçada al Prefecte, el Batlle va escriure (traduït del francès): "he estat sorprès de constatar que es proposa (cosa única al departament) de desmantellar la nostra comuna en dues partes, de les quals una, més equipada, seria unida als Banys d'Arles, i l'altra a Ceret. El Consell Municipal, per unanimitat, m'ha encarregat d'informar-vos que en cap cas no acceptaria aquesta partició entre veïns. Em sembla, doncs, que si hi havia estudis en curs en aquest sentit, es veuen del tot inútils."

## Demografia

### Demografia antiga
La població està expressada en nombre de focs (f) o d'habitants (h)
| 40 f | 14 f | 16 f | 15 f | 30 f | 53 f | 64 f | 79 f | 502 h | 60 f | 108 f |

Font: Pélissier, 1986.

### Demografia contemporània
| Evolució de la població |      |      |      |      |      |      |      |      |
| 1793                    | 1800 | 1806 | 1821 | 1831 | 1836 | 1841 | 1846 | 1851 |
| 624                     | 644  | 725  | 741  | 798  | 810  | 842  | 851  | 824  |

| 1856 | 1861 | 1866 | 1872 | 1876 | 1881 | 1886 | 1891 | 1896 |
| ---- | ---- | ---- | ---- | ---- | ---- | ---- | ---- | ---- |
| 855  | 834  | 821  | 892  | 849  | 790  | 818  | 932  | 872  |

| 1901 | 1906 | 1911 | 1921 | 1926 | 1931 | 1936 | 1946 | 1954 |
| ---- | ---- | ---- | ---- | ---- | ---- | ---- | ---- | ---- |
| 830  | 842  | 798  | 748  | 714  | 692  | 668  | 590  | 662  |

| 1962 | 1968 | 1975 | 1982 | 1990 | 1999  | 2004  | 2009  | 2014  |
| ---- | ---- | ---- | ---- | ---- | ----- | ----- | ----- | ----- |
| 663  | 676  | 692  | 787  | 964  | 1.203 | 1.258 | 1.212 | 1.349 |

Fonts: Ldh/EHESS/Cassini fins al 1999, després INSEE a partir deL 2004

### Evolució de la població

Població 1962-2008

## Administració i política

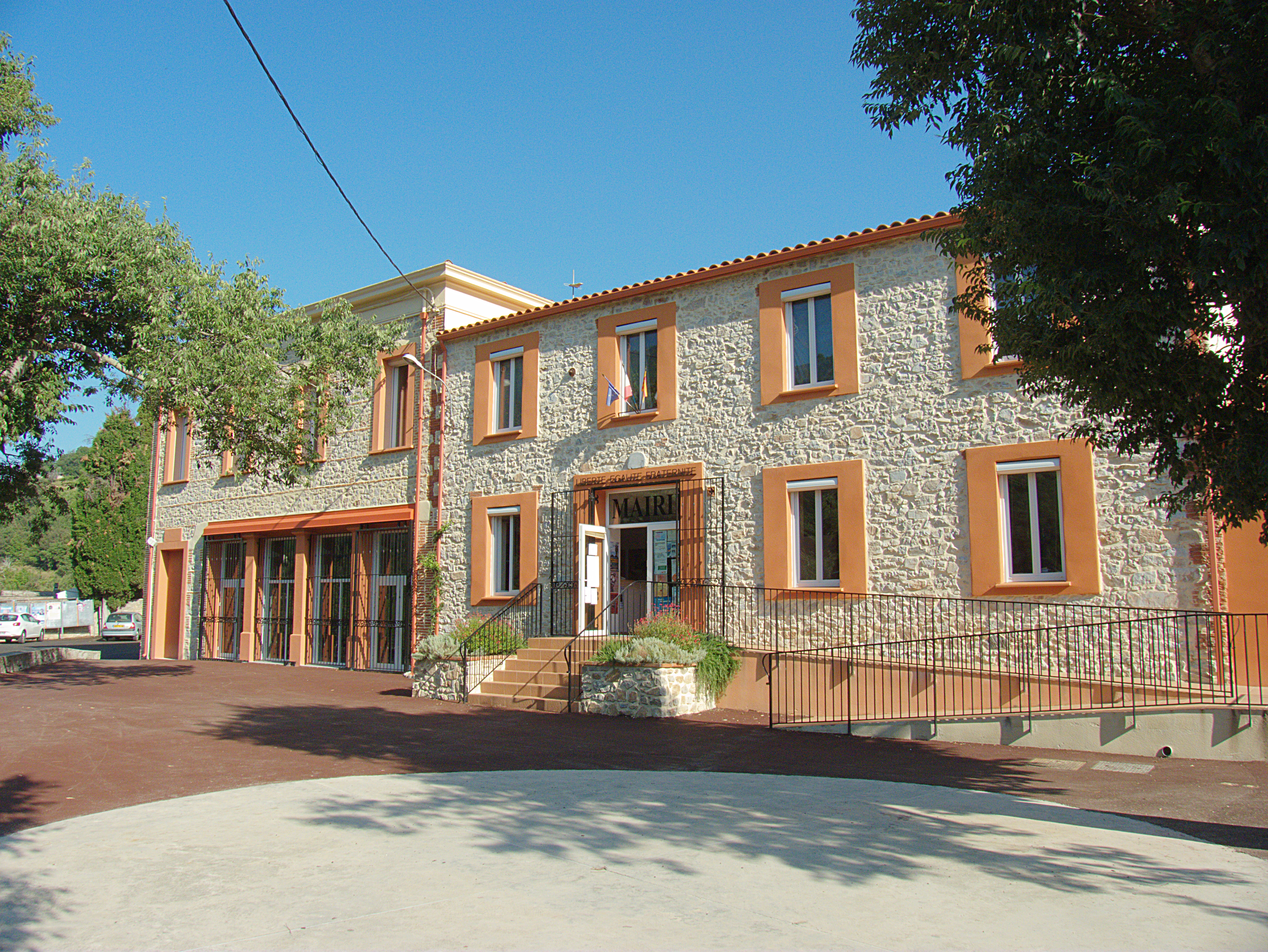
La Casa del Comú de Reiners

### Batlles
Llista d'alcaldes de Reiners
| Alcalde               | Període                       |
| --------------------- | ----------------------------- |
| Roger Villalongue     | Març del 2001 - març del 2008 |
| Alain Farriol         | Març del 2008 - març del 2014 |
| Jean-François Dunyach | Març del 2014 - Moment actual |

### Legislatura 2014 - 2020

#### Batlle
- Jean-François Dunyach, vicepresident de la Comunitat de comunes del Vallespir.

#### Adjunts al batlle[21]
- 1a: Hélène Billes, consellera delegada d'afers socials, comunicació i solidaritat intergeneracional
- 2n: Jacques Sicre, conseller delegat de via pública i xarxes
- 3a: Montserrat Escudero, consellera delegada d'afers escolars, economia, cultura i associacions.

#### Consellers municipals
- Jean-Louis Mas
- Dominique Gonzalez
- Frédéric Pi, conseller delegat de Joventut, Digitalització i Xarxes elèctriques
- Evelyne Farre, consellera delegada de Desenvolupament escolar i mèdic
- Alexandre Raymond, conseller delegat d'obres i desenvolupament durador
- Sandrine Manya, consellera delegada d'Afers escolars
- Sabine Privat, consellera delegada de Finances
- Jean Pierre Marques
- Odile Sudries
- Daniel Canet
- Stéphane Bukk.

### Adscripció cantonal

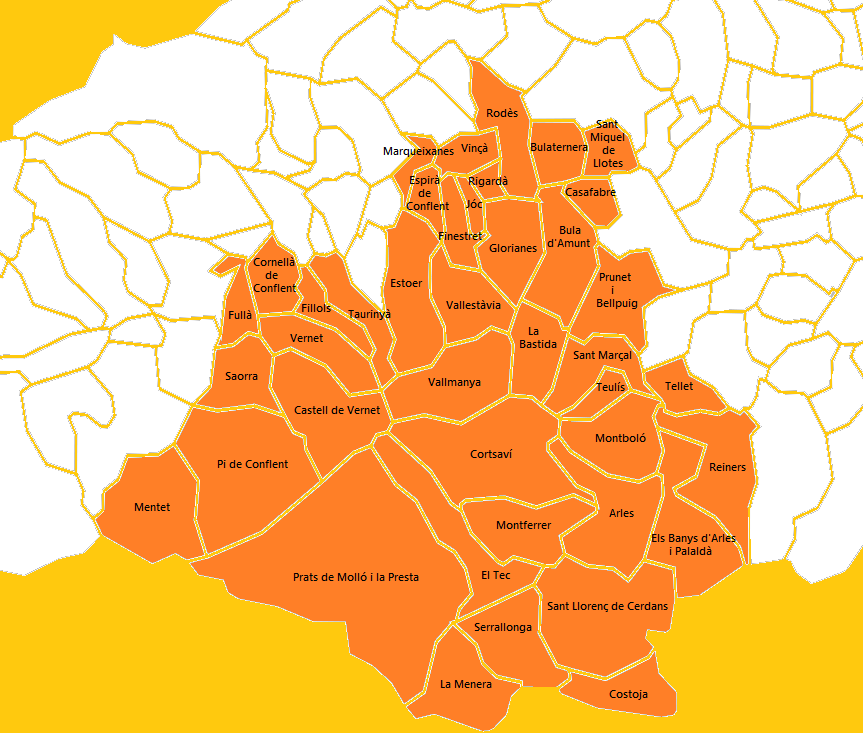
Mapa del Cantó del Canigó

A les eleccions cantonals del 2015 Reiners ha estat inclòs en el cantó número 2, denominat El Canigó, amb capitalitat al poble dels Banys d'Arles, de la comuna dels Banys i Palaldà. Està format per les viles d'Arles, Prats de Molló i la Presta, Sant Llorenç de Cerdans, del Vallespir, i Vinçà, del Rosselló, i els pobles del Conflent de Castell de Vernet, Cornellà de Conflent, Espirà de Conflent, Estoer, Fillols, Finestret, Fullà, Glorianes, Jóc, Marqueixanes, Mentet, Pi de Conflent, Rigardà, Rodès, Saorra, Taurinyà, Vallestàvia, Vallmanya i Vernet, els del Rosselló de la Bastida, Bula d'Amunt, Bulaternera, Casafabre, Prunet i Bellpuig, Sant Marçal, Sant Miquel de Llotes, Tellet i Teulís, i els del Vallespir dels Banys i Palaldà, Cortsaví, Costoja, la Menera, Montboló, Montferrer, Reiners, Serrallonga i el Tec forma part del cantó número 2, del Canigó (nou agrupament de comunes fruit de la reestructuració cantonal feta amb motiu de les eleccions cantonals i departamentals del 2015). Són conselleres per aquest cantó Ségolène Neuville i Alexandre Reynal, tots dos del Partit Socialista francès.

## Cultura i patrimoni
Reiners com amb una escola maternal i una d'elemental o primària, totes dues situades en el Pont de Reiners. Per a continuar els estudis, els alumnes de Reiners assisteixen principalment als col·legis i liceus de Ceret, tot i que també estan a l'abast els d'Arles i fins i tot els de Tuïr.
Pel que a les associacions existents, a Reiners hi ha fins a 17 associacions de diferents menes, cinc d'elles de caràcter esportiu, quatre d'oci i dues de culturals.

## Fills il·lustres
- François Dabouzi (1907-1987) : hostaler, membre de la Resistència nord-catalana durant la segona guerra mundial i batlle de Les Illes.